# Загуляево
Загуля́ево — хутор в Гатчинском муниципальном округе Ленинградской области.

## История
Хутор Григория Осиповича Загуляева появился в 1910 году, на высоком берегу при впадении небольшой извилистой реки Зверинки в реку Кременку.
По данным 1966, 1973 и 1990 годов хутор Загуляево входил в состав Чащинского сельсовета.
В 1997 году на хуторе проживали 11 человек, в 2002 году — 8 человек (все русские), в 2007 году — 7.

## География
Хутор расположен в юго-восточной части района на автодороге 41К-106 (Озерешно — Чаща).
Расстояние до административного центра поселения, посёлка городского типа Вырица — 48 км.
Ближайшая железнодорожная станция — Чаща.
Хутор находится на берегах притоков реки Оредеж — на правом берегу реки Кременки и левом берегу реки Зверинки.

## Демография
| 2007 | 2010 | 2017 |
| ---- | ---- | ---- |
| 7    | ↗19  | ↘7   |

### Национальный состав
Согласно данным Всероссийской переписи населения 2021 года в деревне проживали 30 человек, из них:
 русские — 29, армяне — 1 человек.